# Calycogonium microphyllum
Calycogonium microphyllum är en tvåhjärtbladig växtart som beskrevs av Charles Wright. Calycogonium microphyllum ingår i släktet Calycogonium och familjen Melastomataceae. Inga underarter finns listade i Catalogue of Life.